# Podobce
Podobce (lit. Padabčiai) − wieś na Litwie, w rejonie wileńskim, 2 km na północny zachód od Bujwidzów, zamieszkana przez 25 ludzi. Przed II wojną światową w Polsce, w powiecie wileńsko-trockim województwa wileńskiego.